# Championnat d'Espagne de football 1954-1955
Navigation
Primera División 1953-54 Primera División 1955-56
Le championnat d'Espagne de football 1954-1955 est la 24e édition du championnat. La compétition est remportée par le tenant du titre, le Real Madrid. Organisé par la Fédération espagnole de football, le championnat se dispute du 12 septembre 1954 au 10 avril 1955.
Le club madrilène l'emporte avec cinq points d'avance sur CF Barcelone et sept sur Atlético Bilbao. C'est le quatrième titre des « merengues » en championnat.
Le système de promotion/relégation ne change pas : descente et montée automatique pour les deux derniers de division 1 et les deux premiers des deux groupes de deuxième division, poule de barrage pour les treizième et quatorzième de première division en compagnie des deuxième et troisième des deux groupes de deuxième division. En fin de saison, le Racing Santander et le CD Málaga sont relégués en deuxième division. Ils sont remplacés la saison suivante par le Real Murcie et le Cultural Leonesa.
L'attaquant espagnol Juan Arza, du Séville CF, termine meilleur buteur du championnat avec 29 réalisations.

## Règlement de la compétition
Le championnat de Primera División est organisé par la Fédération espagnole de football, il se déroule du 12 septembre 1954 au 10 avril 1955.
Il se dispute en une poule unique de 16 équipes qui s'affrontent à deux reprises, une fois à domicile et une fois à l'extérieur. L'ordre des matchs est déterminé par un tirage au sort avant le début de la compétition.
Le classement final est établi en fonction des points gagnés par chaque équipe lors de chaque rencontre : deux points pour une victoire, un pour un match nul et aucun en cas de défaite. En cas d'égalité de points entre deux ou plusieurs de clubs en fin de championnat, le classement se fait à la différence de buts. L'équipe possédant le plus de points à la fin de la compétition est proclamée championne. En fin de saison, les deux derniers du championnat sont relégués en Segunda División et remplacés par les deux premiers de ce championnat. Une poule de barrage est disputée entre les treizième et quatorzième de première division en compagnie des deuxième et troisième des deux groupes de deuxième division. Les deux premiers de la poule conservent leur place ou accèdent à la première division.

## Équipes participantes
Cette saison de championnat se dispute à seize équipes.
| \| A. Bilbao Séville CF Atlético Madrid Real Madrid CF Barcelone Espanyol Valence CF Celta Vigo Real Sociedad D. La Corogne Real Valladolid R. Santander UD Las Palmas CD Málaga D. Alavés H. Alicante \| Localisation des clubs engagés dans le championnat. |
| A. Bilbao Séville CF Atlético Madrid Real Madrid CF Barcelone Espanyol Valence CF Celta Vigo Real Sociedad D. La Corogne Real Valladolid R. Santander UD Las Palmas CD Málaga D. Alavés H. Alicante                                                           |

| Clubs                | Ville                      | Stade              | Capacité |
| -------------------- | -------------------------- | ------------------ | -------- |
| Deportivo Alavés     | Vitoria-Gasteiz            | Mendizorroza       | 7 500    |
| Hércules Alicante    | Alicante                   | La Viña            | 14 024   |
| Atlético Bilbao      | Bilbao                     | San Mamés          | 40 400   |
| Atlético Madrid      | Madrid                     | Metropolitano      | 56 717   |
| CF Barcelone         | Barcelone                  | Las Corts          | 46 000   |
| Celta Vigo           | Vigo                       | Balaidos           | 15 850   |
| Deportivo La Corogne | La Corogne                 | Riazor             | 22 182   |
| Espanyol Barcelone   | Barcelone                  | Sarriá             | 30 000   |
| UD Las Palmas        | Las Palmas de Gran Canaria | Insular            | 12 000   |
| CD Málaga            | Malaga                     | La Rosaleda        | 8 734    |
| Real Madrid          | Madrid                     | Santiago-Bernabéu  | 70 000   |
| Real Santander       | Santander                  | El Sardinero       | 21 800   |
| Real Sociedad        | Saint-Sébastien            | Atocha             | 21 650   |
| Séville CF           | Séville                    | Nervión            | 22 000   |
| Valence CF           | Valence                    | Mestalla           | 33 567   |
| Real Valladolid      | Valladolid                 | José Zorrilla (es) | 16 555   |

## Classement
| Rang | Équipe               | Pts | J  | G  | N  | P  | Bp | Bc | Diff |
| ---- | -------------------- | --- | -- | -- | -- | -- | -- | -- | ---- |
| 1    | Real Madrid T        | 46  | 30 | 20 | 6  | 4  | 80 | 31 | +49  |
| 2    | CF Barcelone         | 41  | 30 | 17 | 7  | 6  | 75 | 39 | +36  |
| 3    | Atlético Bilbao C    | 39  | 30 | 15 | 9  | 6  | 78 | 39 | +39  |
| 4    | Séville CF           | 34  | 30 | 15 | 4  | 11 | 74 | 58 | +16  |
| 5    | Valence CF           | 33  | 30 | 15 | 3  | 12 | 71 | 60 | +11  |
| 6    | Hércules Alicante P  | 31  | 30 | 11 | 9  | 10 | 46 | 57 | -11  |
| 7    | Deportivo La Corogne | 30  | 30 | 12 | 6  | 12 | 52 | 59 | -7   |
| 8    | Atlético Madrid      | 29  | 30 | 11 | 7  | 12 | 59 | 64 | -5   |
| 9    | Real Valladolid      | 27  | 30 | 11 | 5  | 14 | 48 | 56 | -8   |
| 10   | Deportivo Alavés P   | 27  | 30 | 11 | 5  | 14 | 51 | 62 | -11  |
| 11   | Celta Vigo           | 27  | 30 | 10 | 7  | 13 | 55 | 60 | -5   |
| 12   | UD Las Palmas P      | 27  | 30 | 10 | 7  | 13 | 45 | 69 | -24  |
| 13   | Espanyol Barcelone   | 26  | 30 | 8  | 10 | 12 | 42 | 46 | -4   |
| 14   | Real Sociedad        | 24  | 30 | 9  | 6  | 15 | 48 | 53 | -5   |
| 15   | Real Santander       | 20  | 30 | 9  | 2  | 19 | 39 | 81 | -42  |
| 16   | CD MálagaP           | 19  | 30 | 6  | 7  | 17 | 36 | 65 | -29  |

- Champion, qualification pour la Coupe Latine 1955 et pour la Coupe des clubs champions 1955-1956
- Qualification pour la Coupe des villes de foires 1955-1958
- Barrages
- Relégation en Segunda División

Barrages de promotion
Les barrages opposent Real Oviedo et Real Saragosse, deuxième et troisième du groupe 1 de division 2, Club Atlético Tetuán et Grenade CF deuxième et troisième du groupe 2 de division 2 et Espanyol Barcelone et Real Sociedad, treizième et quatorzième de division 1.
Au terme des dix journées, Espanyol Barcelone et Real Sociedad conservent leur place en division 1.
| Rang | Équipe               | Pts | J  | G | N | P | Bp | Bc | Diff |  | Résultats (▼ dom., ► ext.) | ESP | SOC | OVI | TET | SAR | GRE |
| ---- | -------------------- | --- | -- | - | - | - | -- | -- | ---- |  | -------------------------- | --- | --- | --- | --- | --- | --- |
| 1    | Espanyol Barcelone   | 15  | 10 | 7 | 1 | 2 | 17 | 8  | +9   |  | Espanyol Barcelone         |     | 1-2 | 1-0 | 4-1 | 1-0 | 0-0 |
| 2    | Real Sociedad        | 13  | 10 | 6 | 1 | 3 | 20 | 14 | +6   |  | Real Sociedad              | 2-1 |     | 3-2 | 1-2 | 0-2 | 6-1 |
| 3    | Real Oviedo          | 11  | 10 | 5 | 1 | 4 | 22 | 20 | +2   |  | Real Oviedo                | 1-3 | 1-0 |     | 0-0 | 6-0 | 6-2 |
| 4    | Club Atlético Tetuán | 10  | 10 | 4 | 2 | 4 | 17 | 15 | +2   |  | Club Atlético Tetuán       | 1-2 | 2-2 | 2-3 |     | 2-0 | 4-0 |
| 5    | Real Saragosse       | 6   | 10 | 3 | 0 | 7 | 13 | 17 | -4   |  | Real Saragosse             | 0-1 | 1-2 | 7-0 | 0-2 |     | 2-0 |
| 6    | Grenade CF           | 5   | 10 | 2 | 1 | 7 | 13 | 28 | -15  |  | Grenade CF                 | 1-3 | 1-2 | 2-3 | 3-1 | 3-1 |     |

- Maintenu en Primera División

## Bilan de la saison
| Championnat d'Espagne de football 1954-1955 |                        |
| Champion                                    | Real Madrid (4e titre) |
| Dauphin                                     | CF Barcelone           |
| Coupes et trophées                          |                        |
| Vainqueur de la Coupe d'Espagne 1954-1955   | Atlético Bilbao        |
| Promotions et relégations                   |                        |
| Promus en Primera División                  | Real Murcie            |
| Promus en Primera División                  | Cultural Leonesa       |
| Relégués en Segunda División                | Real Santander         |
| Relégués en Segunda División                | CD Málaga              |